# The Phil Donahue Show
The Phil Donahue Show foi um talk show estadunidense apresentado por Phil Donahue. O programa teve uma duração de vinte e nove temporadas, sendo exibido entre 6 de novembro de 1967 a 13 de setembro de 1996, durante as quais foram transmitidos 6.715 episódios. Antes de ser distribuído em 1970, era transmitido como um programa local na WDTN [en]. Cada episódio apresentava Donahue a entrevistar um painel de convidados sobre diversos temas. Donahue encorajava fortemente a participação dos membros do auditório.

## História

### Donahuecomo programa local
No ano de 1967, Phil Donahue deixou de trabalhar como repórter e entrevistador na WTAM rádio [en] e televisão [en] em Dayton, no estado de Ohio, nos arredores da sua cidade natal, Cleveland, para ir para o departamento de vendas da estação. No entanto, descobriu que não gostava de vendas e aceitou um lugar no noticiário de outra estação de televisão de Dayton, a WDTN [en], que mais tarde se tornou na WDTN [en]. Quando a WDTN [en] nomeou Phil Donahue para substituir Johnny Gilbert [en] como apresentador de um talk show diurno, manteve o formato em direto e o auditório no estúdio. No entanto, Donahue decidiu dar uma nova direção ao programa, criando um novo talk show diurno chamado The Phil Donahue Show. Donahue entrevistava convidados sobre uma diversos temas, incluindo política, religião e questões sociais.
Em cada programa, Donahue centrava-se num único convidado e num tema com a duração de 60 minutos. Depois de apresentar o convidado e explicar o tema, Phil Donahue convidava o público do estúdio a fazer perguntas ao convidado. Em seguida, moderava a discussão entre o convidado e o público. The Phil Donahue Show estreou como programa local em Dayton, em Ohio, no dia 6 de novembro de 1967, e foi transmitido até 11 de setembro de 1970. Foi distribuído pela primeira vez pela Avco Broadcasting. Donahue entrevistou a sua primeira convidada, Madalyn Murray O'Hair, uma ateia. Apesar de mais tarde considerar a sua mensagem de ateísmo “muito importante”, também afirmou que ela era bastante desagradável e que, fora das câmaras, o caçoava por ser Phil ser católico romano.

### Transmissão nacional

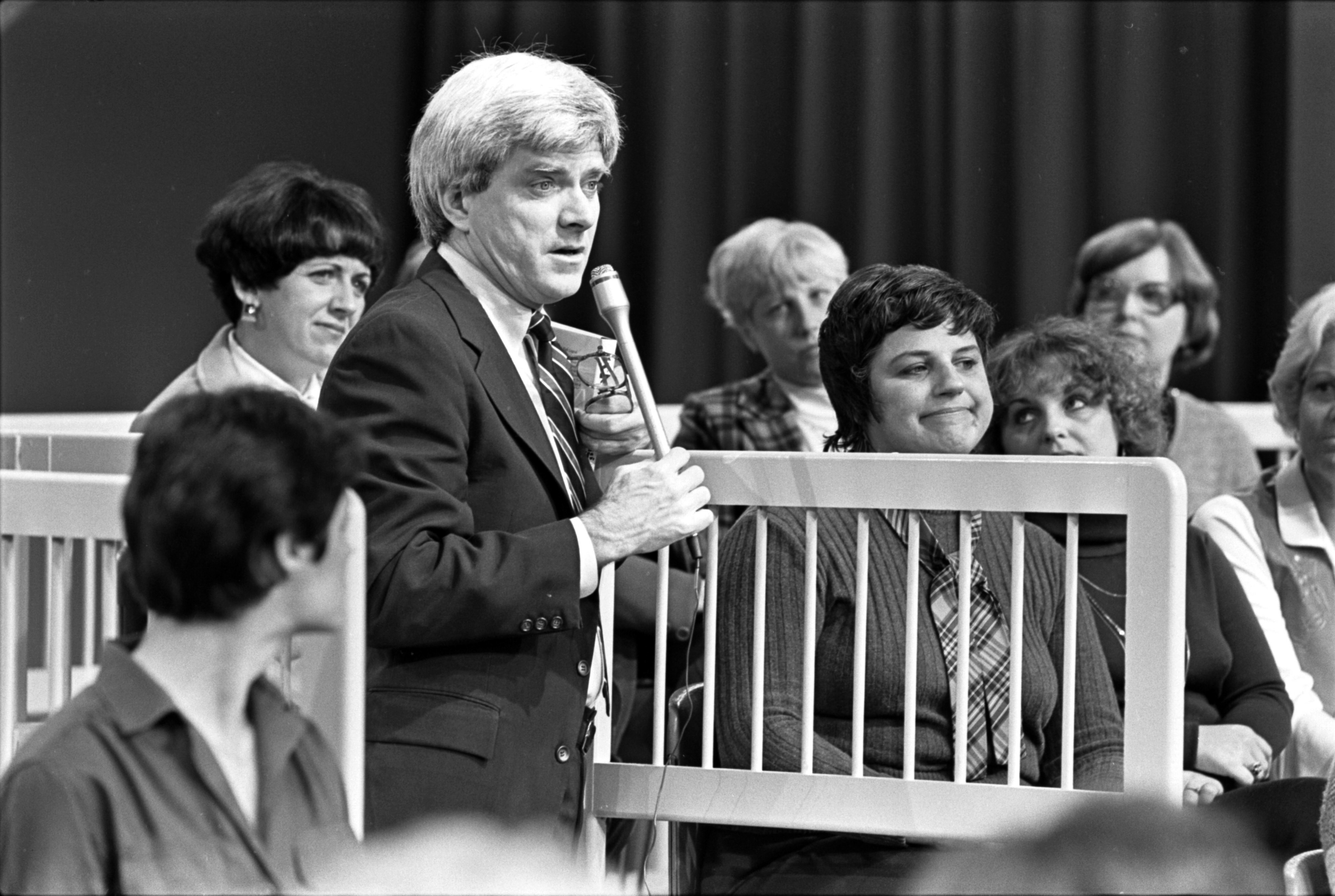
Donahue em um programa em 1980.

Em 14 de setembro de 1970, The Phil Donahue Show passou de um programa local para um programa com distribuição nacional. A Avco Program Sales [en] assumiu a produção do programa. The Phil Donahue Show começou a gravar episódios na estrada a 13 de janeiro de 1971. Visitou locais como a Rússia, Miami, Los Angeles, Atlanta, Detroit, Valley Forge [en]; Fort Lauderdale Cedar Rapids e a Penitenciária Estadual de Ohio [en] no ano de  1972. 
No dia 6 de setembro de 1974, o programa mudou-se para Chicago, onde passou a ser produzido nos estúdios da estação independente WGN-TV, e The Phil Donahue Show passou a chamar-se Donahue.
Em 9 de abril de 1984, Donahue apresentou aos telespectadores a cultura hip hop. Esta foi a primeira vez que o breakdance foi apresentado na televisão nacional. O episódio incluiu uma atuação do grupo de hip-hop UTFO. No dia de 15 de setembro de 1985, Donahue e o seu programa mudaram-se para a cidade de Nova Iorque. Começaram a gravar no Estúdio 8-G dos Estúdios da NBC, situado no no 30 Rockefeller Plaza, que é a sede da WNBC-TV, a sua filial em Nova Iorque. Em antecipação da mudança, uma série de anúncios publicitários com a duração de um mês anunciou a mudança. O apresentador de um talk show noturno, David Letterman, dedicou mesmo uma parte do seu programa nacional à contagem decrescente dos dias que faltavam para a mudança de Donahue, utilizando um enorme calendário no seu estúdio.

#### Falsos desmaios
No programa de 21 de setembro de 1985, pouco depois de o programa se ter mudado de Chicago para Nova Iorque, sete membros do público desmaiaram durante a emissão, que foi vista em direto em Nova Iorque. Este incidente é um dos mais discutidos na história do programa. Donahue receou que o desmaio tivesse sido causado pela ansiedade de estar na televisão e por um estúdio sobreaquecido, pelo que retirou os membros da audiência do estúdio e retomou o programa. No entanto, o “feitiço” do desmaio foi, na realidade, um embuste dos meios de comunicação social perpetrado por Alan Abel, que afirmou tratar-se de um protesto contra a má qualidade da televisão.

### Fim de uma era
Donahue celebrou o seu 25º aniversário em 15 de novembro de 1992. O programa era apresentado por Phil Donahue e contava com a participação especial de Marlo Thomas – figura frequente no programa que presenteava Donahue com placas a cada milhar de episódios. Marlo conheceu Donahue em uma participação no programa para divulgar o filme Thieves [en] e posteriormente casaram-se. Donahue também foi elogiado pelos seus pares, mas foi visto como tendo sido ultrapassado por Oprah Winfrey e Sally Jessy Raphael. No dia 6 de dezembro de 1992, Donahue foi o anfitrião do seu episódio número 6000 do programa, o que constituiu um marco importante na história da televisão diurna. Em 14 de dezembro de 1992, os produtores de Donahue, Ed Glavin e Debbie Harwick Glavin, deixaram o programa para trabalhar no The Jenny Jones Show [en]. Esta saída foi um golpe para o programa que celebrava nesse dia o seu 6.000º episódio.
O campo dos talk shows ficou cada vez mais saturado à medida que a década de 1990 avançava. Muitos destes programas assumiram uma tendência cada vez mais tabloide. Donahue afastou-se desta tendência, continuando a adotar uma abordagem de “alto nível”. No entanto, Donahue apresentava alguns temas sensacionalistas semelhantes durante os períodos de varrimento. Estes fatores conduziram a um declínio acentuado das audiências. As audiências do programa também começaram a descer depois de Donahue ter expressado os seus sentimentos sobre a primeira Guerra do Golfo.
No mês de janeiro de 1995, a KGO-TV em São Francisco, Califórnia, deixou de transmitir Donahue depois de o ter feito durante vários anos. A KGO-TV é propriedade da ABC. Em agosto de 1995, a principal estação de O&O da NBC, a WNBC-TV, em Nova Iorque, deixou de transmitir o programa permanentemente, depois de o ter transmitido todos os dias úteis à tarde desde 1977.
Em meados de 1995, Donahue foi também expulso de seu estúdio no 30 Rockfeller Plaza e transferido para novos estúdios na Pennsylvania Plaza, em Manhattan. As tentativas de transferir o programa para outras estações maiores no país falharam e as audiências do programa nunca recuperaram-se. Muitas outras estações começaram a abandonar Donahue por completo ou a transferi-lo para faixas horárias noturnas. No entanto, o programa continuou a perder telespectadores. Apesar da sua popularidade, as audiências de Donahue continuaram a diminuir. Em vez de ver o programa cancelado, Phil Donahue decidiu reformar-se.

### Fim do programa
Donahue transmitiu o final do programa em 13 de setembro de 1996. O programa esteve no ar durante 29 temporadas, produzindo 6.715 episódios, com mais de 6.000 episódios. Em 5 de janeiro de 1996, Phil Donahue anunciou que iria passar mais tempo com a sua esposa Marlo Thomas, os seus cinco filhos do seu primeiro casamento e os seus netos. Phil e Marlo casaram-se em 1980. Em 12 de agosto de 1996, Donahue e Thomas levaram todas as pessoas que alguma vez tinham trabalhado no programa de Donahue num cruzeiro às Bermudas no Carnival Destiny. O cruzeiro fazia parte do espetáculo Donahue: That's All Folks.
No episódio final, Donahue entrevistou a produtora executiva do programa, Patricia McMillen. McMillen estava no programa desde a sua estreia em 6 de novembro de 1967. Donahue e McMillen recordaram o tempo que passaram juntos no programa, mostrando clipes de episódios anteriores, e discutiram o impacto do programa na sociedade. Marlo Thomas fez sete aparições no programa, incluindo a sua primeira aparição em 1977, o 2.000º episódio em 1979, o 3.000º episódio em 1982, o 4.000º episódio em 1985, o 5.000º episódio em 1987, e o episódio de 1988 para promover Free to Be... a Family [en]. A atriz também apareceu no programa em 1992 para celebrar o 25º aniversário de Donahue. Durante o último episódio de Donahue, Donahue conversou com os membros do auditório para responder às suas perguntas.
O programa permaneceu no ar por 29 temporadas com um final de série que incluiu uma comemoração com Donahue e toda a equipe. A comemoração incluiu uma festa com canhões de confete e champanhe sendo derramado sobre a cabeça de Donahue. Sua esposa, Marlo Thomas, participou da comemoração. O single de estreia de Ricochet [en], What Do I Know [en], de 1995, pode ser ouvido ao fundo durante a comemoração.
Os episódios estavam disponíveis para compra individual no Video Archives.

## Recepção
No ano 2002, Donahue ficou em 29º lugar na lista da revista TV Guide dos TV Guide's 50 Greatest TV Shows of All Time [en].
O programa venceu por seis vezes o Emmy do Daytime de melhor Talk Show (1978 [en], 1979 [en], 1980 [en], 1981 [en], 1985 [en], 1986 [en]). Além das seis vitórias, o programa recebeu vinte indicações, sendo o programa mais indicado na categoria da história do Emmy.
| Ano  | Premiação                            | Resultado |
| ---- | ------------------------------------ | --------- |
| 1978 | Prêmios Emmy do Daytime de 1978 [en] | Ganhou    |
| 1979 | Prêmios Emmy do Daytime de 1979 [en] | Ganhou    |
| 1980 | Prêmios Emmy do Daytime de 1980 [en] | Ganhou    |
| 1981 | Prêmios Emmy do Daytime de 1981 [en] | Ganhou    |
| 1982 | Prêmios Emmy do Daytime de 1982 [en] | Indicado  |
| 1983 | Prêmios Emmy do Daytime de 1983 [en] | Indicado  |
| 1984 | Prêmios Emmy do Daytime de 1984 [en] | Indicado  |
| 1985 | Prêmios Emmy do Daytime de 1985 [en] | Ganhou    |
| 1986 | Prêmios Emmy do Daytime de 1986 [en] | Ganhou    |
| 1987 | Prêmios Emmy do Daytime de 1987 [en] | Indicado  |
| 1988 | Prêmios Emmy do Daytime de 1988 [en] | Indicado  |
| 1989 | Prêmios Emmy do Daytime de 1989 [en] | Indicado  |
| 1990 | Prêmios Emmy do Daytime de 1990 [en] | Indicado  |
| 1991 | Prêmios Emmy do Daytime de 1991 [en] | Indicado  |
| 1992 | Prêmios Emmy do Daytime de 1992 [en] | Indicado  |
| 1993 | Prêmios Emmy do Daytime de 1993 [en] | Indicado  |
| 1994 | Prêmios Emmy do Daytime de 1994 [en] | Indicado  |
| 1995 | Prêmios Emmy do Daytime de 1995 [en] | Indicado  |
| 1996 | Prêmios Emmy do Daytime de 1996 [en] | Indicado  |
| 1997 | Prêmios Emmy do Daytime de 1997 [en] | Indicado  |